# George Adams
George Rufus Adams (ur. 29 kwietnia 1940 w Covington, zm. 14 listopada 1992 w Nowym Jorku) – amerykański muzyk, kompozytor i wokalista. Grał na saksofonie tenorowym, flecie i klarnecie basowym.
Najbardziej znany ze współpracy z Charlesem Mingusem, Gilem Evansem, Royem Haynesem i z gry w kwartecie, który prowadził wspólnie z pianistą Donem Pullenem (w skład tego zespołu wchodzili jeszcze perkusista Dannie Richmond i basista Cameron Brown).

## Życiorys
Naukę gry na fortepianie George Adams rozpoczął mając siedem lat, a kilka lat później akompaniował już kościelnemu chórowi.
W szkolnym zespole grał już jednak na saksofonie, występując nie tylko na szkolnych imprezach, ale także w jednym z nocnych klubów, gdzie grał rhythm and bluesa i muzykę funk (a klub gościł takich muzyków jak Howlin’ Wolf, Little Walter czy Lightnin’ Hopkins).
Ukończył studium muzyczne jako stypendysta Clark College w Atlancie. Tam też, pod kierunkiem Waymana Carvera – pierwszego jazzmana grającego na flecie i byłego członka orkiestry Chicka Webba – nauczył się gry na flecie.
W 1961 wziął udział w trasie koncertowej wokalisty bluesowego Sama Cooke’a.
W 1963 wyjechał do Cleveland w Ohio, gdzie doskonalił swoje umiejętności grając jazz i rhythm’n’bluesa w zespole organisty i pianisty Billa Doggetta. W 1966 był członkiem zespołu organisty Hanka Marra, a razem z gitarzystą Jamesem „Bloodem” Ulmerem koncertował podczas jego tourneé w Europie.
W 1968 podjął decyzję o przenosinach do Nowego Jorku, gdzie pracował z różnymi zespołami i m.in. z takimi muzykami jak Roy Haynes (grał z nim do 1973), Gil Evans (nagrał z nim album „There Comes a Time”) czy Art Blakey.
W latach 1973–1976 był członkiem kwintetu Charlesa Mingusa (wraz z trębaczem Ronaldem Hamptonem, perkusistą Dannie Richmondem i pianistą Donem Pullenem nagrał album MIngus Moves, a potem Mingus at Carnegie Hall i podwójny album Changes One / Changes Two). W 1975, w trakcie tourneè kwintetu po Europie Adams, Pullen, Richmond i grający na kontrabasie David Williams dokonali, najpewniej we Włoszech, nagrań bez udziału Mingusa. Była to pierwsza płyta Adamsa wydana pod własnym nazwiskiem.
W latach następnych grał w grupach: Gila Evansa (w 1975 uczestniczył w nagraniu albumu The Gil Evans Orchestra Plays the Music of Jimi Hendrix, a potem There Comes a Time), McCoya Tynera (z którym – z różnymi przerwami – występował od 1976 do 1979; w 1978 album The Greeeting), trębacza Hannibala Marvina Petersona (z którym w 1977 brał udział we francuskim festiwalu Antibes Jazz Festival) i Archiego Sheppa (w 1978).
W 1978 brał udział w niemieckim festiwalu Frankfurter Jazzfestival (niemiecka rozgłośnia radiowa zarejestrował wtedy nagrania
Adamsa razem z Archiem Sheppem i Heinzem Sauerem, które ukazały się potem na płytach Tenor Saxes. Frankfurt Workshop '78 i na płycie Sheppa Devil Blues).
Od 1979, po śmierci Charlesa Mingusa, Adams był członkiem kwartetu założonego wraz z pianistą Donem Pullenem (grał z nim wcześniej w zespole Mingusa). Pozostałymi muzykami byli perkusista Dannie Richmond i basista Cameron Brown. W tym składzie występowali na wielu festiwalach w Europie i Stanach Zjednoczonych. Obaj liderzy mieli podobny pogląd na muzykę, a ich kwartet mógł równie dobrze grać rhythm’n’bluesa, jak i muzykę awangardową. Nazwa zespołu nie była rygorystycznie ustalona. Występowali jako „George Adams-Don Pullen Quartet” lub jako „Don Pullen-George Adams Quartet” (po śmierci Adamsa, Pullen zadedykował jego pamięci album Ode To Life, nagrany z prowadzonym przez siebie zespołem African-Brazilian Connection, a specjalnie poświęcił mu balladę „Ah George, We Hardly Knew Ya”).
W grudniu 1979 kwintet pod nazwą George Adams Quintet (z perkusistą Alem Fosterem, kontrabasistą Donem Pate, pianistą Ronem Burtonem i perkusjonistą Azzedinem Westonem) nagrał album Paradise Space Shuttle.
W lutym 1980 powstał album Hand to Hand, nagrany przez Adamsa i Danniego Richmonda dla wytwórni Soul Note (przy współudziale kontrabasisty Mike’a Richmonda, puzonisty Jimmy’ego Kneppera i pianisty Hugh Lawsona).
W sierpniu 1980 powstaje album Earth Beams, będący dziełem Adamsa i Pullena. Pięć lat później – w 1985 – zarejestrowano nagrania tworzące album Live at Montmartre (wydany dopiero w 2000). Na płycie tej wystąpił gościnie gitarzysta John Scofield.
W 1983 Adams występował gościnnie podczas nagrywania albumu Black Bone puzonisty Craiga Harrisa oraz jako członek zespołu Mingus Dynasty w klubie Village Vanguard. W 1983 ponownie współpracuje z Hannibalem Marvinem Petersonem, nagrywając z nim album More Sightings (Enja).
W 1985 Adams zostaje też członkiem free funkowego zespołu Phalanx, który współprowadził z gitarzystą Jamesem „Bloodem” Ulmerem (członkami grupy byli też Rashied Ali – perkusja i Sirone – jako basista). Ukazały się trzy albumy tej grupy.
W 1987 powstaje album Where Were You? nagrany przez zespół Orange Then Blue (z George’em Adamsem jako jednym z głównych solistów).
W 1988 w wyniku ataku serca zmarł perkusista Dannie Richmond. Adams i Pullen początkowo chcieli by jego miejsce w zespole zajął Lewis Nash, ale ta próba nie trwała długo i zespół został rozwiązany. Adams założył nowy kwartet z Cameronem Brownem, Hughiem Lawsonem i perkusistą Gregorym Hutchinsonem. W 1988 skład: Adams, Lawson, Sirone i Victor Lewis na perkusji zarejestrował nagrania na album Nightingale, który tworzyły popularne ballady i spirituals („Bridge Over Troubled Water”, „What a Wonderful World”, „Moon River”).
W 1989 Adams występował w duecie z McCoyem Tynerem na jego albumie Things Ain’t What They Used to Be (Blue Note Records).
W 1989 i na początku lat 90. Adams był jednym z ważniejszych solistów wieloosobowej orkiestry, która podczas tourneè wykonywała w różnych krajach świata blisko 3. godzinną symfonię Mingusa „Epitaph”.
Jednym z ostatnich nagrań Adamsa była America (1989) dla wytwórni Blue Note. Album ten zawierał klasyczne amerykańskie utwory („Tennessee Waltz”, „You Are My Sunshine” czy „Take Me Out to the Ballgame”) i kilka kompozycji Adamsa, w których dawał on wyraz swej akceptacji dla Ameryki i wszystkiego, co jej zawdzięczał. Na albumie tym nagrał np. „The Star Spangled Banner” i „America the Beautiful”.
W 1991 Adams nagrał Old Feeling – ostatni album, na którym występował w roli lidera zespołu. Razem z nim grali Lewis Nash, Hannibal Marvin Peterson, Jean-Paul Bourelly, Santi DeBriano jako basista i pianista – Ray Gallon.
W lipcu 1991 brał udział w Montreux Jazz Festival (wraz z Milesem Davisem i Quincy Jonesem), grając w składzie The Gil Evans Orchestra oraz The George Gruntz Concert Jazz Band. Koncert został zarejestrowany i wydany jako Miles and Quincy Live at Montreux.
Od 1991 stan zdrowia George’a Adamsa bardzo się pogorszył (chorował na raka i miał problemy z oddychaniem), ale nie zrezygnował z koncertowania występując i z kwartetem i z Mingus Dynasty (ostatni jego występ z Mingus Dynasty odbył się na miesiąc przed śmiercią).
George Adams zmarł podczas operacji w Nowym Jorku 14 listopada 1992.
Styl gry George’a Adamsa wywodził się z bluesa i afroamerykańskiej muzyki popularnej. Największy wpływ na niego, jako saksofonistę, miała muzyka Rahsaana Rolanda Kirka, z którym czasami grywał w zespole Charlesa Mingusa.
Gra Adamsa mogła być subtelna i nasycona liryzmem, jak też pełna siły i ekspresji (czasem grając odchylał się z instrumentem do tyłu, niemal kładąc się na plecach). Różne nastroje potrafił również przekazać swoim głosem, śpiewając zarówno delikatne ballady, jak i surowego, zawodzącego bluesa.

## Dyskografia
| Nagrany | Wydany | Album                                                             | Wykonawca – lider                                 | Wytwórnia        |
| ------- | ------ | ----------------------------------------------------------------- | ------------------------------------------------- | ---------------- |
| 1973    | 1973   | Mingus Moves                                                      | Charles Mingus (i George Adams)                   | Atlantic         |
| 1974    | 1974   | Mingus at Carnegie Hall                                           | Charles Mingus (i George Adams)                   | Atlantic         |
| 1974    | 1974   | Changes One                                                       | Charles Mingus (i George Adams)                   | Atlantic         |
| 1974    | 1975   | Changes Two                                                       | Charles Mingus (i George Adams)                   | Atlantic         |
| 1975    | 1975   | George Adams. Jazz a Confronto 22                                 | George Adams (i Don Pullen)                       | Horo             |
| 1974    | 1975   | Gil Evans Plays the Music of Jimi Hendrix                         | Gil Evans (i George Adams)                        | RCA Victor       |
| 1975    | 1976   | There Comes a Time                                                | Gil Evans (i George Adams)                        | RCA Victor       |
| 1975    | 1975   | Don Pullen. Jazz a Confronto 21                                   | Don Pullen (i George Adams)                       | Horo             |
| 1975    | 1976   | Dannie Richmond. Jazz a Confronto 25                              | Dannie Richmond (i George Adams i Don Pullen)     | Horo             |
| 1975    | 1997   | Mingus in Åhus 1975                                               | Charles Mingus Quintet (w składzie: George Adams) | Jazz på Rällen 9 |
| 1976    | 1976   | Suite for Swingers                                                | George Adams                                      | Horo             |
| 1976    | 1976   | Keystone Korner (bootleg)                                         | Charles Mingus (i George Adams)                   | Jazz Door        |
| 1976    | 1977   | Hannibal in Berlin                                                | Hannibal Marvin Peterson (i George Adams)         | MPS              |
| 1977    | 1978   | Cumbia & Jazz Fusion                                              | Charles Mingus (i George Adams)                   | Atlantic         |
| 1977    | 1983   | Priestess                                                         | Gil Evans (i George Adams)                        | Antilles         |
| 1977    | 1978   | Hannibal in Antibes                                               | Hannibal Marvin Peterson (i George Adams)         | Enja             |
| 1977    | 1977   | Tomorrow Promises                                                 | Don Pullen i George Adams                         | Atlantic         |
| 1977    | 1990   | Revealing                                                         | James Blood Ulmer (i George Adams)                | In + Out         |
| 1978    | 1978   | A Tribute to Monk and Bird                                        | Thad Jones, George Adams, George Lewis i in.      | Tomato           |
| 1978    | 1985   | Tenor Saxes. Frankfurt Workshop '78                               | George Adams, Archie Shepp i Heinz Sauer          | Circle           |
| 1978    | 1986   | Devil Blues                                                       | Archie Shepp i George Adams                       | Circle           |
| 1978    | 1978   | The Greeting                                                      | McCoy Tyner (i George Adams)                      | Milestone        |
| 1978    | 1979   | Gil Evans Live at The Royal Festival Hall                         | Gil Evans (i George Adams)                        | RCA              |
| 1978    | 1981   | The Rest of Gil Evans Live at The Royal Festival Hall London 1978 | Gil Evans (i George Adams)                        | Mole             |
| 1979    | 1980   | Don’t Lose Control                                                | George Adams – Don Pullen Quartet                 | Soul Note        |
| 1979    | 1980   | All That Funk                                                     | George Adams – Don Pullen Quartet                 | Palcoscenico     |
| 1979    | 1980   | More Funk                                                         | George Adams – Don Pullen Quartet                 | Palcoscenico     |
| 1979    | 1979   | Paradise Space Shuttle                                            | George Adams Quintet                              | Timeless         |
| 1979    | 1979   | Sound Suggestions                                                 | George Adams                                      | ECM              |
| 1979    | 1980   | Horizon                                                           | McCoy Tyner (i George Adams)                      | Milestone        |
| 1980    | 1980   | Hand to Hand                                                      | George Adams i Dannie Richmond                    | Soul Note        |
| 1980    | 1980   | Earth Beams                                                       | George Adams – Don Pullen Quartet                 | Timeless         |
| 1981    | 1981   | The Angels of Atlanta                                             | Hannibal Marvin Peterson (i George Adams)         | Enja             |
| 1981    | 1981   | Life Line                                                         | George Adams – Don Pullen Quartet                 | Timeless         |
| 1981    | 1992   | Lunar Eclypse (live in Europe 1981)                               | Gil Evans (i George Adams)                        |                  |
| 1982    | 1982   | Melodic Excursions                                                | George Adams i Don Pullen                         | Timeless         |
| 1983    | 1985   | Live at the Village Vanguard                                      | George Adams – Don Pullen Quartet                 | Soul Note        |
| 1983    | 1986   | Live at the Village Vanguard Vol. 2                               | George Adams – Don Pullen Quartet                 | Soul Note        |
| 1983    | 1983   | City Gates                                                        | George Adams – Don Pullen Quartet                 | Timeless         |
| 1983    | 1983   | Gentlemen’s Agreement                                             | George Adams i Dannie Richmond                    | Soul Note        |
| 1984    | 1984   | More Sightings                                                    | George Adams i Hannibal Marvin Peterson           | Enja             |
| 1983    | 1983   | Black Bone                                                        | Craig Harris i George Adams                       | Soul Note        |
| 1984    | 1984   | Decisions                                                         | George Adams – Don Pullen Quartet                 | Timeless         |
| 1984    | 1985   | Live at Sweet Basil Volume 1                                      | Gil Evans (i George Adams)                        | King Records     |
| 1984    | 1987   | Live at Sweet Basil Volume 2                                      | Gil Evans (i George Adams)                        | King Records     |
| 1985    | 1985   | Live at Montmartre                                                | George Adams – Don Pullen Quartet i John Scofield | Timeless         |
| 1985    | 1990   | Jaabuehne Berlin '85                                              | George Adams / James „Blood” Ulmer Quartet        | Repertoire       |
| 1985    | 1986   | Got Something Good For You                                        | Phalanx (w składzie George Adams)                 | Moers Music      |
| 1986    | 1986   | Breakthrough                                                      | George Adams – Don Pullen Quartet                 | Blue Note        |
| 1987    | 1987   | Song Everlasting                                                  | George Adams – Don Pullen Quartet                 | Blue Note        |
| 1987    | 2000   | Live at Umbria Jazz Volume 1 and 2                                | Gil Evans (i George Adams)                        | Egea Edizioni    |
| 1987-88 | 1990   | Where Were You?                                                   | Orange Then Blue i George Adams                   | GM Recordings    |
| 1987    | 1987   | Original Phalanx                                                  | Phalanx (w składzie George Adams)                 | DIW              |
| 1988    | 1989   | Nightingale                                                       | George Adams                                      | Blue Note        |
| 1988    | 1988   | In Touch                                                          | Phalanx (w składzie George Adams)                 | DIW              |
| 1989    | 1990   | America                                                           | George Adams                                      | Blue Note        |
| 1989    | 1989   | Things Ain’t What They Used to Be                                 | McCoy Tyner i George Adams                        | Blue Note        |
| 1991    | 1992   | Old Feeling                                                       | George Adams                                      | Somethin’else    |
| 1991    | 1993   | Cool Affairs                                                      | Blue Brass Connection i George Adams              | Amadeo           |
| 1991    | 1992   | Miles & Quincy Live at Montreaux                                  | Miles Davis & Quincy Jones i George Adams         | Warner Bros.     |
| 1991    | 1992   | Next Generation Performs Charles Mingus Brand New Compositions    | Mingus Dynasty i George Adams                     | Columbia         |